# Pokljuška soteska
Pokljuška soteska, tudi Soteska Ribščice je 1,5 km dolga soteska ob vzhodnem vznožju alpske planote Pokljuka nad dolino reke Radovne v Triglavskem narodnem parku. Soteska je suha, v spodnjem delu pa se pojavi potok Ribščica (pritok Radovne), ki je ob zadnji ledeni dobi odvajal vodo iz Pokljuškega ledenika in izklesal apnenčaste kamnine do 50 m globoko. V osrednjem delu soteske so številni fosilni ostanki, naravni mostovi, na najožjem, neprehodnem delu pa so že leta 1930 speljali 800 m turistične poti (lesene mostove v partizanskem prehodu, imenovane Galerije kraljeviča Andreja). Med znamenitosti soteske sodi tudi Pokljuška luknja, (skalna votlina z dvema vhodoma in tremi naravnimi okni, v kateri naj bi se med svojim begom v Nemčijo skrival Primož Trubar; skozi luknjo vodi pot naprej na Staro Pokljuko) ter Stranska soteska, ki jo ob deževnih obdobjih napolnjuje 22 m visok slap. 
Skozi sotesko vodi slovenska geološka pot. 
Dostop do Pokljuške soteske je po cesti iz Bleda (7 km), preko vasi Zgornje Gorje in Krnica,   dostopna pa je tudi z Zatrnika (pot po pobočju navzdol). 

## Galerija
- Pokljuška soteska
- Pokljuška luknja
- Pot proti Zatrniku
- Pokljuška luknja